# Pico do Areeiro (Madeira)

Vista panorâmica

O Pico do Areeiro é um pico situado na ilha da Madeira. Com 1818 metros de altitude, é o terceiro pico mais alto da ilha, depois do Pico Ruivo (1861 m) e do Pico das Torres (1851 m).
O pico é o marco divisório entre o concelho de Câmara de Lobos, Santana e Funchal e é acessível através de automóvel. Nas imediações do cume encontra-se a  Estação de Radar n.º 4  da Força Aérea Portuguesa, o Centro Freira da Madeira Dr. Rui Silva, um café e uma loja de venda de souvenirs, assim como um miradouro. A partir do Pico do Areeiro parte um caminho pedestre que comunica com o Pico Ruivo. O percurso demora três horas a ser feito e atravessa vários túneis escavados nas montanhas, sendo aconselhável o uso de lanternas e de roupa apropriada a quem deseje efectuá-lo.

Do Pico do Areeiro avistam-se outros locais da ilha, como a Ponta de São Lourenço, o Curral das Freiras e até mesmo a ilha do Porto Santo (caso as condições meteorológicas sejam favoráveis). Durante o Inverno o pico e as áreas circundantes podem encontrar-se cobertas com neve, sendo por isso alvo de visitas por parte dos habitantes da ilha.